# ولادیمیر اوگرکلایدز
ولادیمیر اوگرکلایدز (گرجی: ვლადიმერ უგრეხელიძე؛ ۱۸ اوت ۱۹۳۹ – ۳ فوریهٔ ۲۰۰۹) ورزشکار بسکتبال اهل اتحاد جماهیر شوروی سوسیالیستی بود.
وی در مسابقات کشوری و بین‌المللی در مجموع برندهٔ ۱ مدال نقره شده‌است.